# Desmodorella sanguinea
Desmodorella sanguinea is een rondwormensoort. De wetenschappelijke naam van de soort is voor het eerst geldig gepubliceerd in 1914 door Southern.